# Родіоновка (Стерлібашевський район)
Родіо́новка (рос. Родионовка, башк. Родионовка) — присілок у складі Стерлібашевського району Башкортостану, Росія. Входить до складу Айдаралинської сільської ради.
Населення — 16 осіб (2010; 28 в 2002).
Національний склад:
- росіяни — 86%